# سعد جمعة (مغني)
سعد عبد الله جمعة الحوطي، مطربٌ سعوديٌ، برع في مجال الفن العدني واللون السامري، ترك بصمةً خاصةً به في الفن السعودي الشعبي.[بحاجة لمصدر] برزت موهبته الغنائية في عمر مبكر، وأجاد العزف على العود، أتقن مقامات العدني وإيقاعاته حتى اقترن هذا اللون الغنائي باسمه، بالإضافةً لشغفه باللون السامري وإبداعه فيه.
خلال مسيرته الفنية التي امتدت لأكثر من 40 عامًا سجّل حضورًا مميزًا في عددٍ من المهرجانات، إضافةً لأدائه قرابة 174 أغنيةٍ خاصةٍ به زادت من شهرته على مستوى الخليج العربي.

## حياته
وُلد سعد في حي الشميسي بمدينة الرياض في المملكة العربية السعودية، وأمضى طفولته فيه ثم أن ينتقل مع عائلته إلى حي الجرادية ومنه إلى حي البديعة واستقر فيه.
برزت موهبته الفنية في عمر مبكر فأجاد العزف على العود، انضم إلى الفنان محمد الربيع كعازف إيقاع خلال الحفلات المحلية التي كان يُحييها، لم تدم فرحة سعد جمعة بآلة العود كثيرًا إذ حطمها والده باعتبار الفن مُخالفًا لتعاليم الدين، ثم تطور الأمر بينهما إلى طرده لسعد من المنزل بعد إصداره لأول شريطٍ غنائيٍ له، فأمضى عامين بعيدًا عن عائلته قبل أن يتراجع والده ويُعيده إلى كنفه من جديد فانطلق سعد في مجال الفن بشكلٍ أكبر مُتأثرًا بعددٍ من الفنانين الكبار ممن أدوا اللون العدني.
أول شريطٍ غنائيٍ لسعد جمعة بعنوان «قالوا علامك تزور حي البديعة» ثم لحّن عددًا من الأغاني من اللون العدني مثل أغنية «الناس للناس لا تخلف مواعيدك» وأغنية «سوالف ليل» وأغنية  «في قمة المأساة» وأغنية «شكيناهم» وأغنية «حيرة مع الليل» وأغنية «ما تبت منه» وأغنية «الحب من نظرة» وأغنية «المحبة عذاب» وأغنية «قل ليش» وأغنية «من هوى السمر» وأغنية «في حكم الغرام» وأغنية «المحبة ولا شي».
قدّم عددًا من الأغاني التي لاقت نجاحًا كبيرًا مثل أغنية «يا سعود قلبي» و «بلا خطبة» و «لا باس يا أسمر يا قاسي» و «يا زين خاف الله» و «غزالي وش علامه» و «يا طير يا أبو جناح» و «قالوا تحبه» و «ياهلي ارحموني» و «كفى ياخلي» و «خلف السوار» و «زارني عقب العشاء».
تعاون مع عددٍ من الشعراء أمثال الأمير سعود بن بندر صاحب الفضل الكبير في شهرة سعد جمعة، والأمير سليمان بن سعود بن عبد العزيز والأمير فهد بن خالد والأمير بدر بن محمد والأمير سعود بن عبد الله والشاعر حمد المغيض والشاعر عبد العزيز الحميدي وعبد الله فيصل وفهد عبد الكريم الأحمد وبندر الرشود، كما استعان بعددٍ من شعراء الأغنية العدنية كالشاعر السعودي عبد الرحمن شار وأيضًا شعراء من اليمن أمثال يسلم بن إسحاق ويسلم بن علي.

## الالبومات
- فارس للتسجيلات

- سوالف ليل : انتاج الوادي الاخضر

- وش عاد لو ما كان بالكون حلياك : انتاج الوادي الاخضر

- التفت لي : انتاج أنغام

- آن الاوان : انتاج المشراق للانتاج الفني

- مرثيه : انتاج التوكيلات

- غبش : انتاج التوكيلات

- روح يا مغرور : انتاج الاوتار الذهبيه

- الشبح 1994 : انتاج روتانا

- دوشه 1993 : انتاج التوكيلات للانتاج الفني من الحان خالد هياس

- كيفك حبيبي : انتاج الاوتار الذهبيه

- الزار 1993 : انتاج مؤسسة هاني للانتاج والتوزيع الفني

- أونا : انتاج روتانا

- المزمار 1995 : انتاج الشركة المتحدة للانتاج الفني

- وخأ : انتاج هاني للانتاج الفني 1417 هجريه - 1997

## حياته الخاصة
- تزوج وأنجب ولدًا واحدًا أسماه عبد الله وخمس بنات.

```
* في اواخر اكتوبر 2023، توفيت والدته هيا المهوس بعد معاناة طويلة مع المرض، وقد أُديت الصلاة عليها عصر الأربعاء بجامع الأمير فهد بن محمد بالحائر، ووريت الثرى بمقبرة المنصورية وتم العزاء بمنزل ابنها سعد بالرياض.
[
1
]
```